# Попова пећина
Попова пећина је пећина која се налазила у стијени Скакавац, низводно од истоименог водопада. Пећина се налази на територији општине Пале. Пећина, никад није истраживана, а била је позната само по групи дјечака из села Булози, села које се налази на пола пута од Пала до Сарајева. Дјечаци су ову пећину открили прије 1977. године. Те године је са изградњом почео, магистрални пут Сарајево — Пале, а фирма из Загреба, која је градила пут је затрпала улаз у ову пећину.

## Свједочења о пећини
Према свједочењу дјечака који су улазили у ову пећину, при улазу је било шибље које је, саму пећину сакривало од очију. На уласку се сусреће мали извор, а мало даље језерце. Са таваница и од пода су сталактити и сталагмити у разним бојама и разним облицима. На бочним зидовима су људском руком биле нацртане одређене животиње, које они као дјеца нису могли препознати. Поред животиња било је урезано неко писмо, које такође нису могли нити прочитати, нити разумјети.
Дјечаци су закључили да су прошли пут од приближно 500 метара, а према њиховом мишљењу пећина је дужа од једног километра.
Попова пећина је данас мистерија, и још увијек није пронађен начин, како би се у њу ушлу. Првобитни улаз у окомитој стијени водопада Скакавац, у непосредној близини спомен плоче настрадалом алпинисти, данас је потпуно затрпан. Мјесту гдје се налазио улаз, данас се може прићи само уз помоћ ужади. Зашто пећин носи то име никада није откривено.